# Gråhäger
Gråhäger (Ardea cinerea), tidigare kallad enbart häger, tillhör familjen hägrar inom ordningen pelikanfåglar. Den är vida spridd i Europa, Asien och Afrika och ofta den i norra Europa enda förekommande hägerarten.

## Utseende

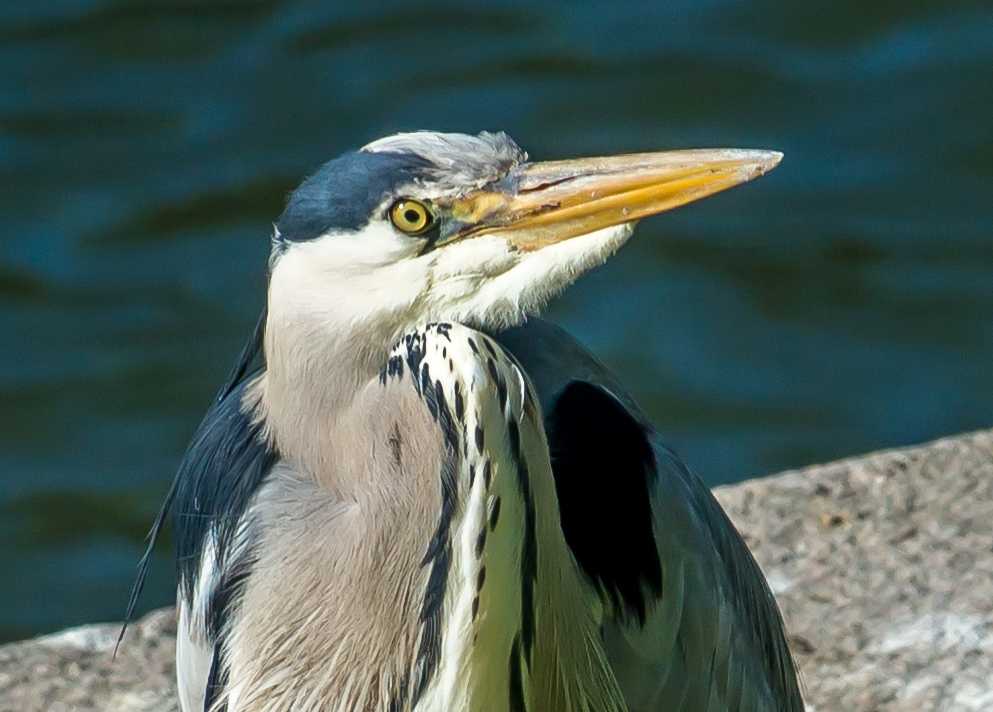
Gråhäger utanför Riksdagshuset i Stockholm juni 2020.

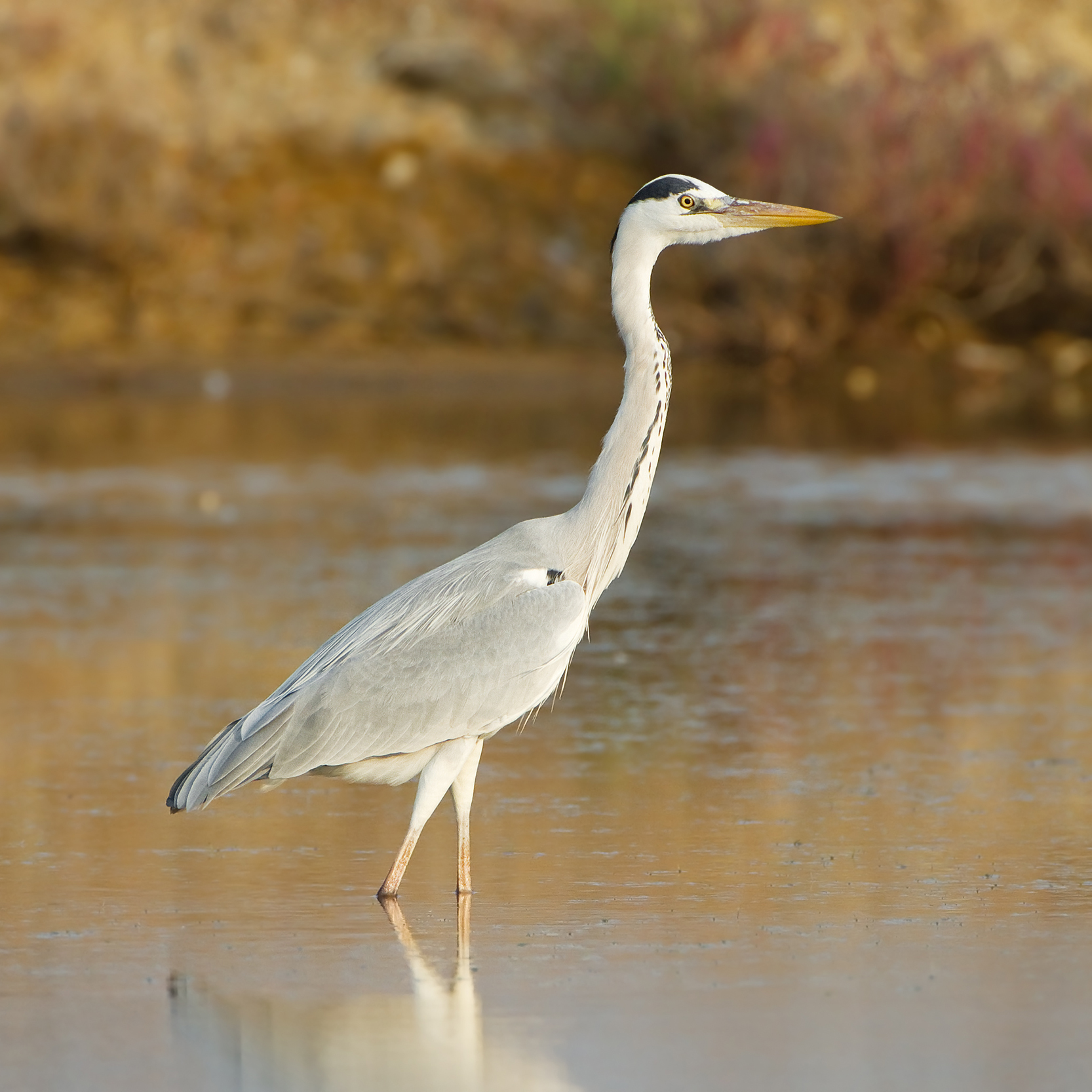
Gråhäger i Phetchaburi, Thailand.

Gråhägern är en stor och grov häger med lång s-formad hals, långa vingar och ben och lång dolkformad näbb. Dess längd är, med utsträckt hals, mellan 85 och 102 cm, vingspannet 155–175 cm och den väger upp till 1,4 kg. På ovansidan är den askgrå. Skuldrorna har förlängda ljusgrå fjädrar. Vingpennorna är gråsvarta, vingens framkant, huvudet och strupen vita. Hjässan och en lång nacktofs är svarta. Halsen är gråaktig, med svarta fläckar i rader längs framsidan. Bröstet har förlängda vita fjädrar och buken är vit. Näbben, benen och även ögats iris är gula. I flykten drar den in huvudet intill kroppen vilket gör att den får en högbröstad profil.

## Läten
Det vanligaste lätet hörs oftast i skymningen från flygande fåglar på väg till nattkvist, ett kraxande "kah-ährk". I häckningskolonierna hörs olika kraxande och knackande ljud.

## Utbredning och systematik
Gråhägern har ett mycket stort utbredningsområde. Den häckar i Europa så långt västerut som Azorerna, och norrut till strax norr om polcirkeln i Norge, i Afrika både i norr kring Medelhavet och söder om Sahara, ända ned till Sydafrika, i stora delar av Asien och på öar i Indiska oceanen. Populationerna i östra Europa och palearktiska Asien är flyttfåglar medan resterande populationer är kortflyttare, strykfåglar eller stannfåglar.

### Underarter
Trots gråhägerns stora utbredningsområde förs den absoluta merparten av världspopulationen till nominatformen A. c. cinerea. Antal underarter varierar bland olika taxonomer, men vanligt är att dela upp arten i fyra underarter med följande utbredning:
- västlig gråhäger[6] Ardea cinerea cinerea – nominatformen återfinns i absoluta merparten av utbredningsområdet
- Ardea cinerea jouyi – häckar i östra Asien, från Japan till Java
- Ardea cinerea firasa – häckar på Madagaskar
- Ardea cinerea monicae ("mauretansk häger") – häckar i Banc d'Arguin nationalpark i Mauretanien

"Mauretansk häger" beskrevs så sent som 1963 av Jouanin & Roux och på 1980-talet lades det fram förslag om att den borde kategoriseras som en egen art Ardea monicae.(ERARD et al. 1986) Vissa menar också att amerikansk gråhäger (Ardea herodias) borde kategoriseras som underart till gråhägern.

### Förekomst i Sverige
Hägern är i Sverige en relativt vanlig häckfågel och finns i södra delen av landet upp till södra Värmland, södra Dalarna, Västmanland och Hälsingland. Dessutom häckar den lokalt i Jämtland. På eftersommaren påträffas den ibland längre upp i landet. Merparten av den svenska populationen är flyttfåglar, men i södra Sverige och på Sveriges västkust är den stannfågel.

## Ekologi
Gråhägern bygger bo i höga träd, helst bokar eller almar i skogsmark, vid insjöar och havsvikar med bräckt vatten. Den häckar i kolonier ibland på upp till 50–100 par. Bona är glest byggda av grenar och kvistar, på ovansidan fodrade med gräs och hår. Den lever monogamt. Honan lägger en kull om året med i genomsnitt tre till fem ägg, ibland så många som tio, vilka är blåaktigt gröna, utan fläckar. Ruvningen pågår mellan 25 och 28 dygn och när äggen är kläckta tar båda föräldrar hand om ungarna i cirka 42–45 dygn tills de är flygga.

### Föda
Gråhägern lever huvudsakligen av fisk. Den jagar genom att stå blickstilla i vattnet och sedan snabbt snappa upp fisk som simmar förbi. När den rastar, vid å- eller sjökanter, drar den upp ena benet och balanserar på det andra.

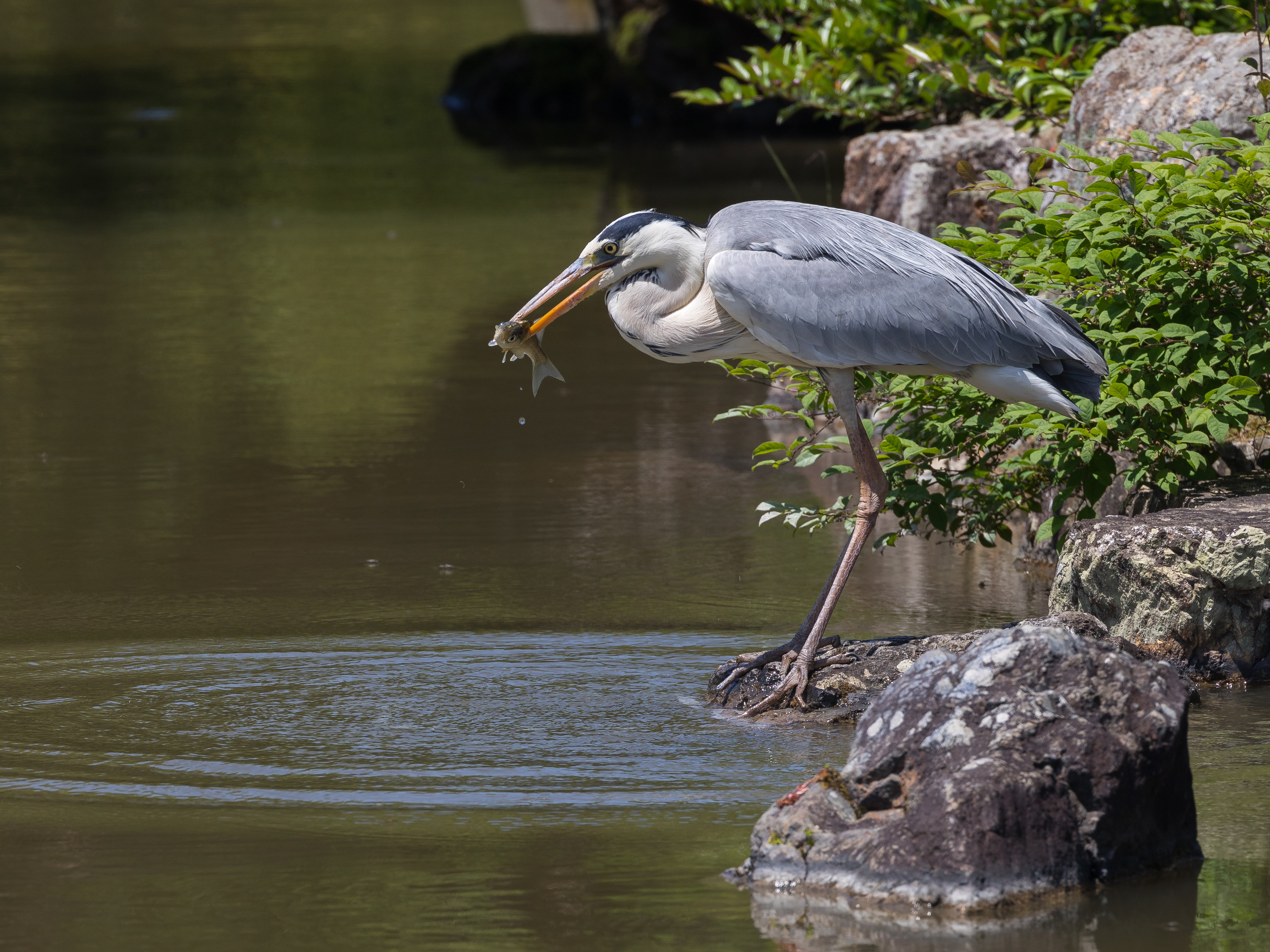
Gråhäger som äter fisk i Kyoto, Japan 2019.
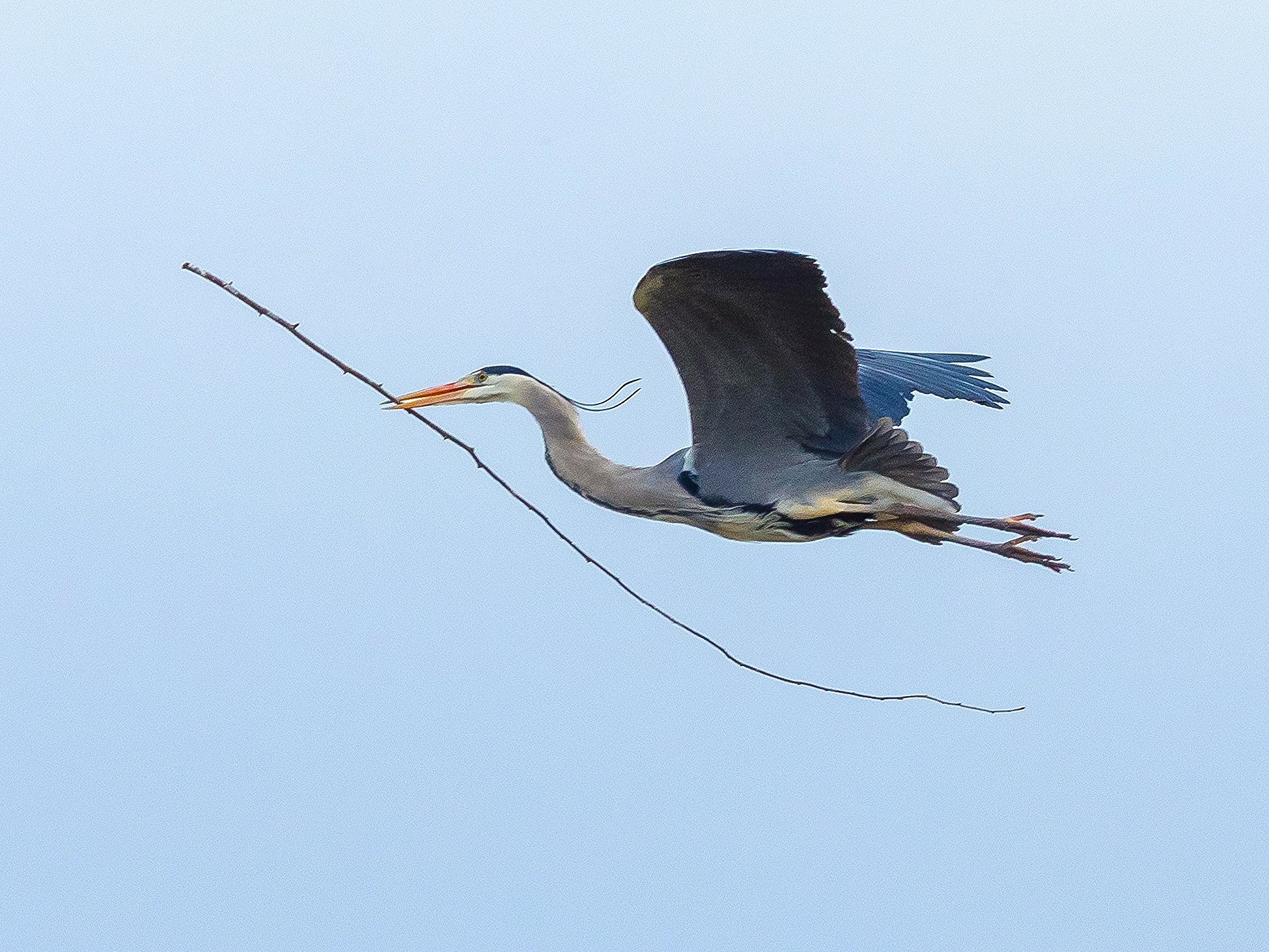
Flygande gråhäger med bomaterial
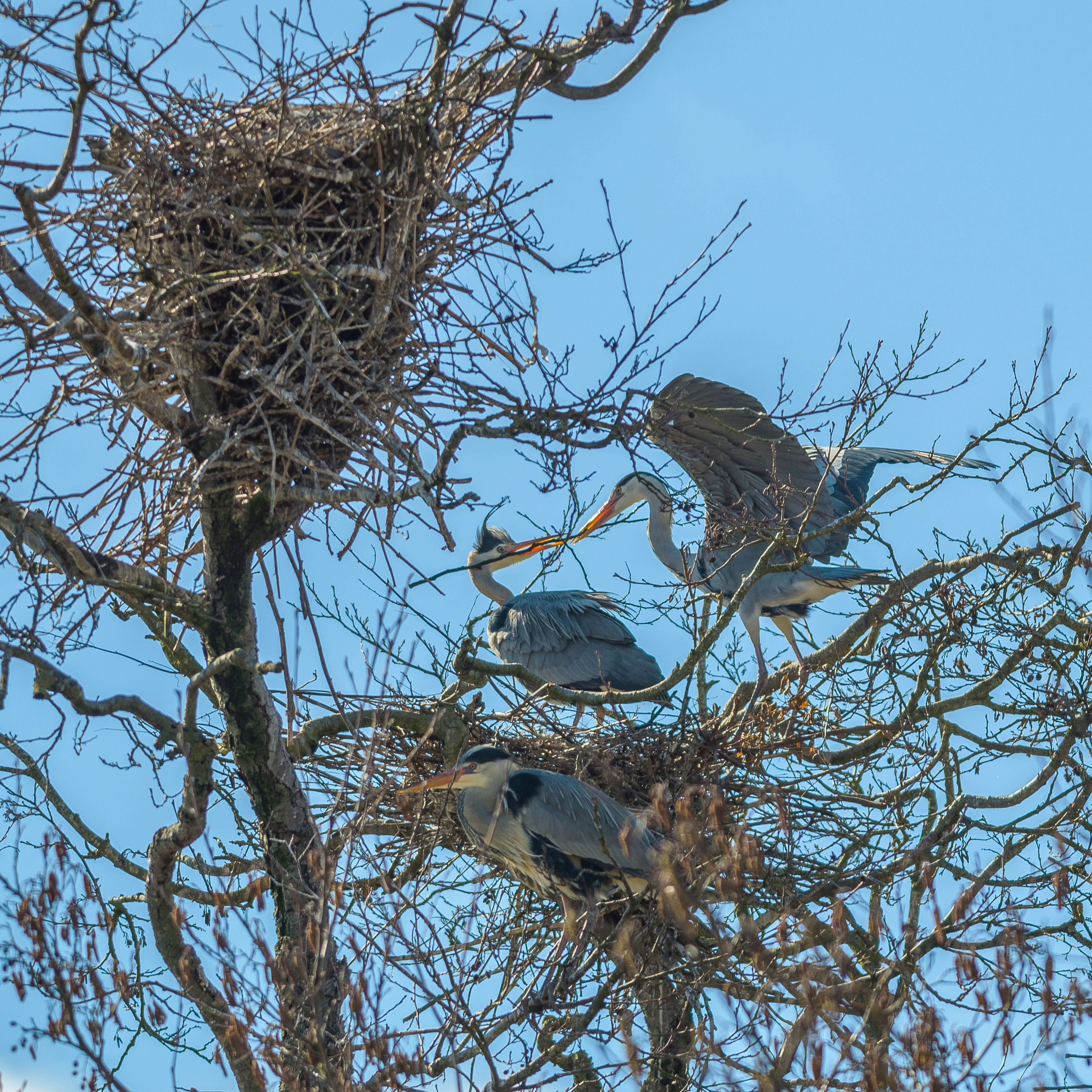
Häckande gråhäger i Stockholmstrakten
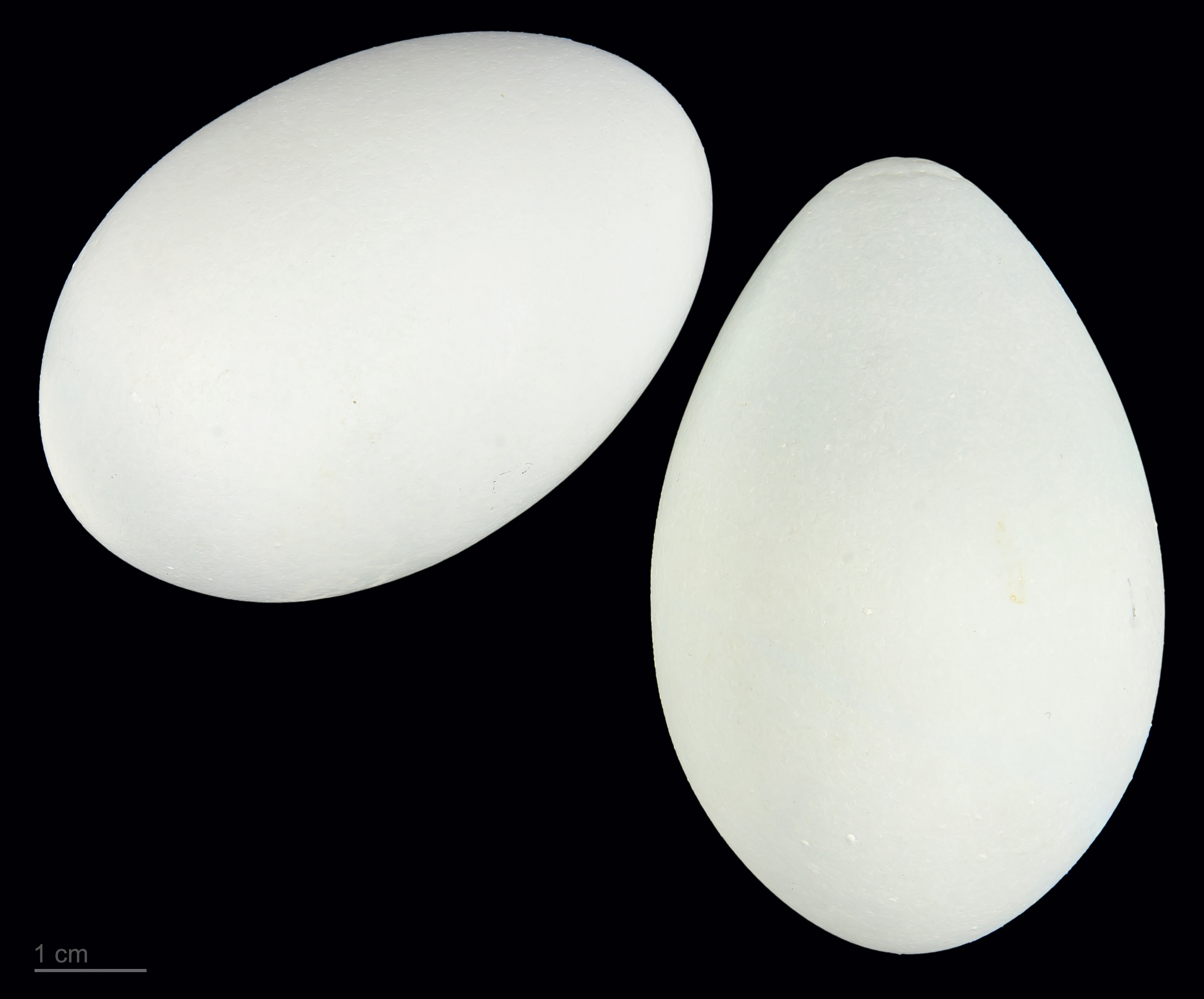
Ägg från gråhäger.
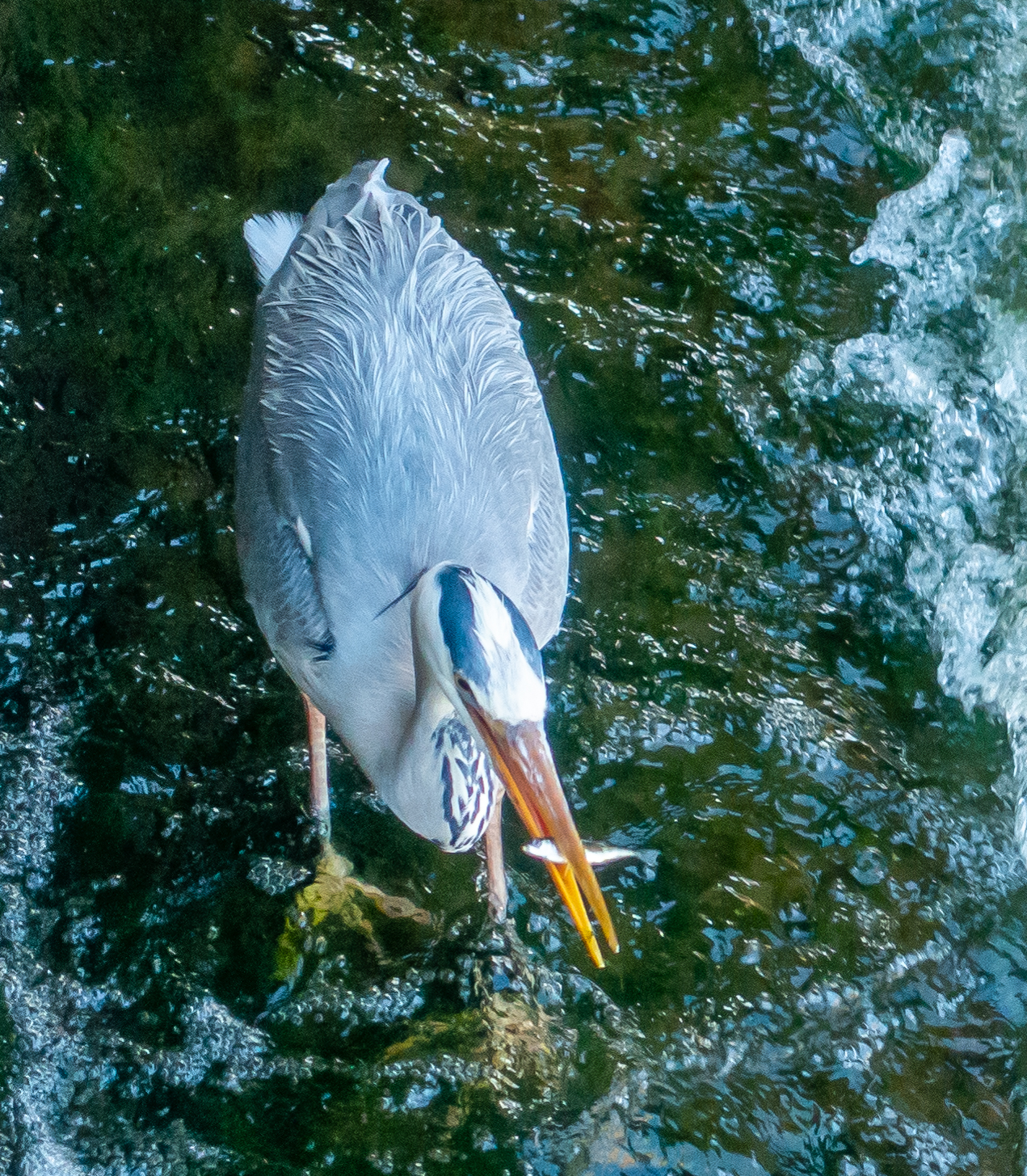
En gråhäger fångar fisk i Norrström i Stockholm 2021.

## Status och hot
Gråhägern har ett mycket stort utbredningsområde och anses inte vara hotad. Internationella naturvårdsunionen IUCN kategoriserar den därför som livskraftig. Även om dess beståndsutveckling globalt sett är oklar anses den inte vara hotad. Världspopulationen uppskattas till mellan 790 000 och 3,7 miljoner individer. I Europa tros det häcka mellan 223 000 och 391 000 par. Beståndsutvecklingen globalt sett är oklar, då vissa bestånd minskar, medan andra är stabila eller är i ökande. Beståndet i Europa har ökat något mellan 1980 och 2013, dock minskat mellan 2000 och 2012.
I Europa har gråhägern förföljts på grund av upplevd konkurrens med fiskare och fiskfarmare. Även om förföljelsen inte påverkat världsbeståndet ännu (möjligen för att det är mestadels unga fåglar som skjuts) uppskattas 800 fåglar ha dränkts, skjutits eller förgiftats varje år vid skotska fiskfarmar mellan 1984 och 1987. Förnyad jakt utgör ett hot mot bestånd i tyska Bayern. Vidare påverkas gråhägern i stora delar av utbredningsområdet av att deras häckningsträd avverkas och kolonierna störs. Den är också mottaglig för fågelinfluensa och botulism vilket gör att beståndet kan påvkeras negativt av framtida utbrott av dessa sjukdomar. Underarten firasa på Madagaskar anses sårbar till följd av begränsat utbredningsområde, jordbrukets expandering, jakt och predation vid häckningskolonier.

### Status i Sverige
Även i Sverige anses beståndet livskraftigt och den tros öka i antal. Beståndet uppskattas till 14 000 häckande individer.

## Folktro
Under medeltiden betraktades hägern som ett ädelt villebråd, som räknades till högvilt och på många platser skyddades av stränga lagbestämmelser. Detta berodde på att den utgjorde det främsta föremålet för falkjakt.